# خوليو دياز سانشيز
خوليو دياز سانشيز (بالإسبانية: Julio Díaz Sánchez)‏ هو مدرب كرة قدم ولاعب كرة قدم إسباني، ولد في 16 أبريل 1948 في كيسوراس في إسبانيا. لعب مع نادي سبتة ونادي كومبوستيلا.